# Station Kuiksche Heide
Kuiksche Heide is een stopplaats aan de voormalige Langstraatspoorlijn tussen Lage Zwaluwe en 's-Hertogenbosch. De wachtpost bestond slechts uit een perron met een abri, en er werden geen kaartjes verkocht. De stopplaats was in gebruik van 1 juni 1888 tot 1 mei 1907.